# クリスチャン3世 (デンマーク王)
クリスチャン3世（Christian III, 1503年8月12日 - 1559年1月1日）は、デンマーク＝ノルウェーの王（在位:1534年 - 1559年）。フレゼリク1世とブランデンブルク選帝侯ヨハン・ツィーツェロの娘アンナの息子。伯爵戦争に勝利、デンマーク＝ノルウェーの宗教改革を進め、支配地域をルター派の国家とした。スウェーデンが独立した後、1537年にカルマル同盟を再編し、1814年まで続くデンマーク＝ノルウェー同君連合王国が成立した。

## 生涯

### 若年期
1503年、父フレゼリクが主に居住していたゴットルフ城で生まれた。1514年、10歳の時に母アンナ・フォン・ブランデンブルクが死亡し、4年後に父はソフィー・ア・ポンメルンと再婚した。
1523年、父が従兄のクリスチャン2世を廃位し、フレゼリク1世としてデンマーク王に即位した。父王即位後の若きクリスチャンの初の公務はクリスチャン2世を支持するコペンハーゲンの弱体化であった。1526年にホルシュタイン公及びスレースヴィ公に就任、1529年にはノルウェー総督（副王）に就任し、行政手腕を発揮した。

### プロテスタントに傾倒
クリスチャンの最初の教師であるWolfgang von Utenhofとルター派（プロテスタント）の家庭教師であるヨハン・ランツァウはクリスチャンに深い影響を与えた。彼らの勧めにより、1521年にクリスチャンはドイツへ遊学し、ヴォルムス帝国議会でマルティン・ルターの講演を聴いた。ルターの講演は彼を深く引きつけた。クリスチャンはルター派の考えを秘密としなかったし、彼の辛辣な批判はカトリックが多数を占めるデンマーク王国参事会（en / da）や父王との衝突を生んだ。カトリックの司教の反対にもかかわらず、彼の統治下にあるスレースヴィ公国ではルター派の布教が行われるよう、クリスチャンは最善を尽くした。
ルター派の導入により、父の死去に伴う後継争いでは司教達は異母弟のハンス（de）を候補としてあげることとなった。

### 伯爵戦争と宗教改革

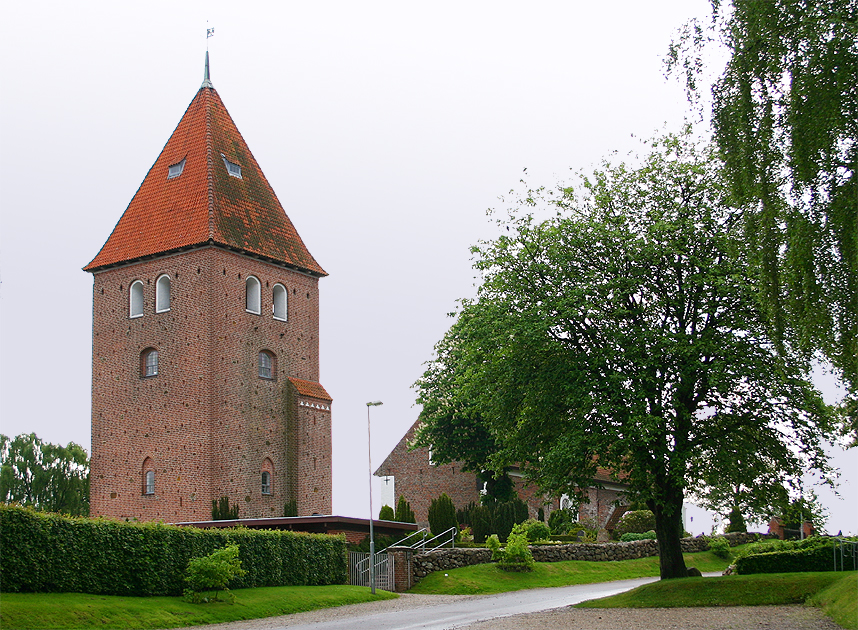
クリスチャン3世の選出が行われたリューにあるSt.Søren's教会

父が1533年4月に死去したことに伴い、同年6月にデンマーク王国参事会は後継ぎの選出を行うこととなった。クリスチャンがルーテル派であることから参事会の多数派である聖職者や貴族はクリスチャンの国王即位を拒否、クリスチャンの異母弟のハンスを擁立しようとしたため参事会は国王選出を延期した。翌1534年にはオルデンブルク伯クリストファ（以下、クリストファ伯）がリューベックなどの支援を受け、クリスチャン2世の復位を名目に挙兵し、ここに2年にわたる伯爵戦争が始まった。宮廷長官のモーエンス・ゴイェ（en）はクリスチャンの国王即位を図り、7月4日にユラン半島東部のRyeのSt.Søren's教会で貴族を招集し参事会を開催、クリスチャンの国王即位を決定し、8月18日にはクリスチャンは国王に即位した。
クリストファ伯はシェラン島、スコーネ、ハンザ同盟、ユラン半島北部やフュン島の農民の支持を受ける一方で、クリスチャン3世はユラン半島の貴族の支持を受けていた。クリストファ伯の指示を受けた船乗りクレメント（en）率いる農民軍はユラン半島北部を襲撃、荘園を焼き、ルーテル派の貴族の所有物を略奪した。貴族軍はSvenstrupの戦いでも船乗りクレメントの軍に敗れ、クリスチャン3世の王位は風前の灯であった。クリスチャン3世はハンザ諸邦と交渉し一時の講和を結ぶことで、ヨハン・ランツァウ率いる北ドイツ出身の傭兵をユラン半島北部に派遣することが可能となった。
12月、ヨハン・ランツァウはユラン半島北部のオールボーを急襲し、船乗りクレメントの軍隊を撃破し少なくとも2000人の農民兵を殺害した。船乗りクレメントは一命を取り留めたものの捕虜となり、1536年には死刑が執行され、船乗りクレメントの引き裂かれた頭部には鉛の王冠がかけられ、切断された四肢は張りつけ棒につけられた。
ユラン半島攻略後、クリスチャン3世はスコーネの獲得を図り、スウェーデン王グスタフ1世に助力を求めた。グスタフは軍隊をスカンジナビア半島南部のスコーネ、ハッランドに展開しLoshultで農民軍を撃破した。その後、スウェーデン軍はヘルシンボリを1535年1月に攻略した。
ヨハン・ランツァウは1535年6月にクリストファ伯の軍隊をフュン島で破った（da）。その後、ヨハン・ランツァウはマルメーとコペンハーゲンを攻撃し、1536年7月29日にコペンハーゲンが降伏し伯爵戦争は終結した。
伯爵戦争終結後、クリスチャン3世は8月12日に司教逮捕を皮切りに宗教改革を推し進めていった。10月には聖職者を抜きに諸侯会議を開催し、教会領の没収、ノルウェーの一地方化、息子フレゼリクを後継と認める即位憲章を承認させた。翌1537年には教会法を制定し、コペンハーゲン大学を復興、ルーテル派の国教化を推進していった。

### 外交政策

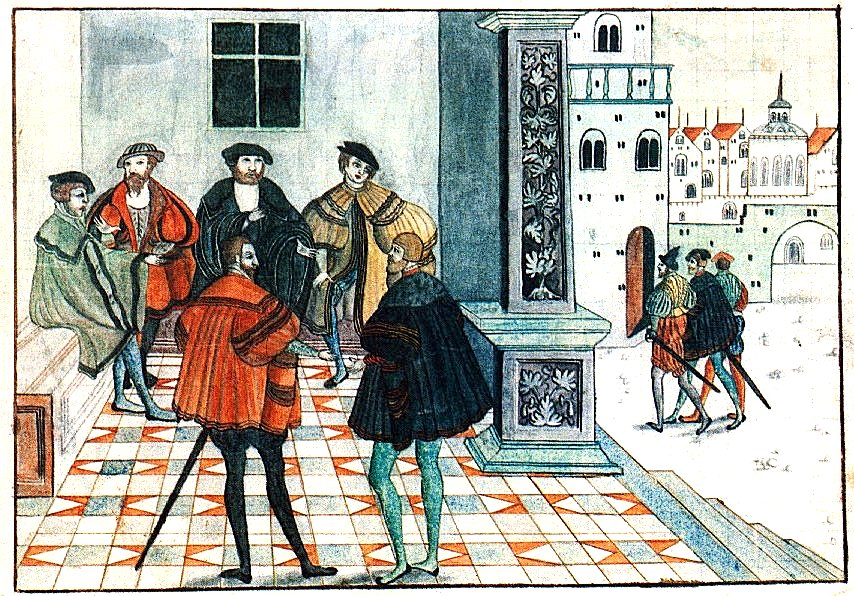
スウェーデンのブレムセブローにて会談するクリスチャン3世とグスタフ1世

伯爵戦争後のデンマークには、台頭するスウェーデン、クリスチャン2世と縁戚関係がある神聖ローマ帝国が外交面で潜在的な脅威として存在した。スウェーデンとは1541年、50年間の軍事同盟であるブレムセブロー条約を結び、同年にはフランスとも同盟し、神聖ローマ帝国を牽制した。翌1542年にはフランスと神聖ローマ帝国が交戦状態になり、デンマークはフランス側で参戦したが、その後、神聖ローマ帝国とは1544年、シュパイアーでシュパイアー条約を結び、フランスと同盟を解消する見返りにクリスチャン2世の相続者に対して支援しないことを認めさせた。スウェーデン、神聖ローマ帝国との平和関係の構築に成功したことで、デンマークはその後、シュマルカルデン戦争へ参加せず、クリスチャン3世の残りの治世は平和が保たれた。

## 子供
1525年にザクセン＝ラウエンブルク公マグヌス1世の娘ドロテアと結婚した。以下は2人の間の子である。
- アンナ（1532年 - 1585年） - ザクセン選帝侯アウグスト妃。
- フレゼリク2世（1534年 - 1588年）
- マグヌス（1534年 - 1583年） - リヴォニア王。
- ハンス（1545年 - 1622年） - ゾンダーブルク公。グリュックスブルク家、アウグステンブルク家の祖。
- ドロテア（1546年 - 1617年） - リューネブルク侯ヴィルヘルム妃。